# Lekkoatletyka na Letnich Igrzyskach Paraolimpijskich 2004 – bieg na 100 metrów kl. T54 mężczyzn
W biegu na 100 metrów kl. T54 (zawodnicy na wózkach inwalidzkich) mężczyzn podczas Letnich Igrzysk Paraolimpijskich 2004 rywalizowało ze sobą 30 zawodników.

## Wyniki

### Eliminacje
Bieg 1
| Poz. | Zawodnik           | Narodowość | Rezultat | Uwagi |
| ---- | ------------------ | ---------- | -------- | ----- |
| 1    | Supachai Koysub    | Tajlandia  | 14.32    | Q     |
| 2    | Gonzalo Valdovinos | Meksyk     | 14.88    | Q     |
| 3    | Zhang Lixin        | Chiny      | 14.94    | Q     |
| 4    | Richard Nicholson  | Australia  | 15.05    | q     |
| 5    | Nkegbe Botsyo      | Ghana      | 15.47    |       |
| 6    | Omer Cantay        | Turcja     | 16.44    |       |
| 7    | William Rivas      | Salwador   | 17.22    |       |

Bieg 2
| Poz. | Zawodnik          | Narodowość | Rezultat | Uwagi |
| ---- | ----------------- | ---------- | -------- | ----- |
| 1    | Kenny van Weeghel | Holandia   | 14.27    | Q     |
| 2    | Yoshifumi Nagao   | Japonia    | 14.96    | Q     |
| 3    | Li Jun            | Chiny      | 15.12    | Q     |
| 4    | Hubert Locco      | Francja    | 15.33    |       |
| 5    | Freddy Sandoval   | Meksyk     | 15.55    |       |
| 6    | Ampai Sualuang    | Tajlandia  | 16.02    |       |
| 7    | Vicente Arzo      | Hiszpania  | 16.48    |       |

Bieg 3
| Poz. | Zawodnik            | Narodowość      | Rezultat | Uwagi |
| ---- | ------------------- | --------------- | -------- | ----- |
| 1    | Leo Pekka Tähti     | Finlandia       | 14.03    | Q     |
| 2    | David Holding       | Wielka Brytania | 14.22    | Q     |
| 3    | Claude Issorat      | Francja         | 14.77    | Q     |
| 4    | Daniel Normandin    | Kanada          | 15.09    | q     |
| 5    | Prasit Thongchuen   | Tajlandia       | 15.13    |       |
| 6    | Alejandro Maldonado | Argentyna       | 15.16    |       |
| 7    | Cheng Yan Keung     | Hongkong        | 15.25    |       |
| 8    | Wilson de la Cruz   | Ekwador         | 16.91    |       |

Bieg 4
| Poz. | Zawodnik         | Narodowość                   | Rezultat | Uwagi |
| ---- | ---------------- | ---------------------------- | -------- | ----- |
| 1    | David Weir       | Wielka Brytania              | 14.17    | Q, PR |
| 2    | Geoff Trappett   | Australia                    | 14.87    | Q     |
| 3    | Sebastian Cleem  | Niemcy                       | 14.98    | Q     |
| 4    | Fernando Sanchez | Meksyk                       | 15.01    | q     |
| 5    | Liu Wei          | Chiny                        | 15.09    | q     |
| 6    | Jasim Al Naqbi   | Zjednoczone Emiraty Arabskie | 15.18    |       |
| 7    | Brent Lakatos    | Kanada                       | 15.33    |       |
| 8    | Mario Madriz     | Nikaragua                    | 19.74    |       |

### Półfinały
Półfinał 1
| Poz. | Zawodnik         | Narodowość      | Rezultat | Uwagi |
| ---- | ---------------- | --------------- | -------- | ----- |
| 1    | Leo Pekka Tähti  | Finlandia       | 14.30    | Q     |
| 2    | David Holding    | Wielka Brytania | 14.52    | Q     |
| 3    | Supachai Koysub  | Tajlandia       | 14.65    | Q     |
| 4    | Yoshifumi Nagao  | Japonia         | 14.87    | Q     |
| 5    | Claude Issorat   | Francja         | 14.87    |       |
| 6    | Li Jun           | Chiny           | 14.91    |       |
| 7    | Fernando Sanchez | Meksyk          | 15.13    |       |
| 8    | Liu Wei          | Chiny           | 15.16    |       |

Półfinał 2
| Poz. | Zawodnik           | Narodowość      | Rezultat | Uwagi |
| ---- | ------------------ | --------------- | -------- | ----- |
| 1    | Kenny van Weeghel  | Holandia        | 14.30    | Q'    |
| 2    | David Weir         | Wielka Brytania | 14.31    | Q     |
| 3    | Geoff Trappett     | Australia       | 14.91    | Q     |
| 4    | Gonzalo Valdovinos | Meksyk          | 14.97    | Q     |
| 5    | Sebastian Cleem    | Niemcy          | 15.05    |       |
| 6    | Zhang Lixin        | Chiny           | 15.16    |       |
| 7    | Richard Nicholson  | Australia       | 15.33    |       |
| 8    | Daniel Normandin   | Kanada          | 15.47    |       |

### Finał
| Poz. | Zawodnik           | Narodowość      | Rezultat | Uwagi |
| ---- | ------------------ | --------------- | -------- | ----- |
| 1    | Leo Pekka Tähti    | Finlandia       | 14.19    |       |
| 2    | David Weir         | Wielka Brytania | 14.31    |       |
| 3    | Kenny van Weeghel  | Holandia        | 14.33    |       |
| 4    | David Holding      | Wielka Brytania | 14.58    |       |
| 5    | Gonzalo Valdovinos | Meksyk          | 14.80    |       |
| 6    | Geoff Trappett     | Australia       | 15.00    |       |
| 7    | Yoshifumi Nagao    | Japonia         | 15.06    |       |
|      | Supachai Koysub    | Tajlandia       | DQ       |       |